# Essenza assoluta

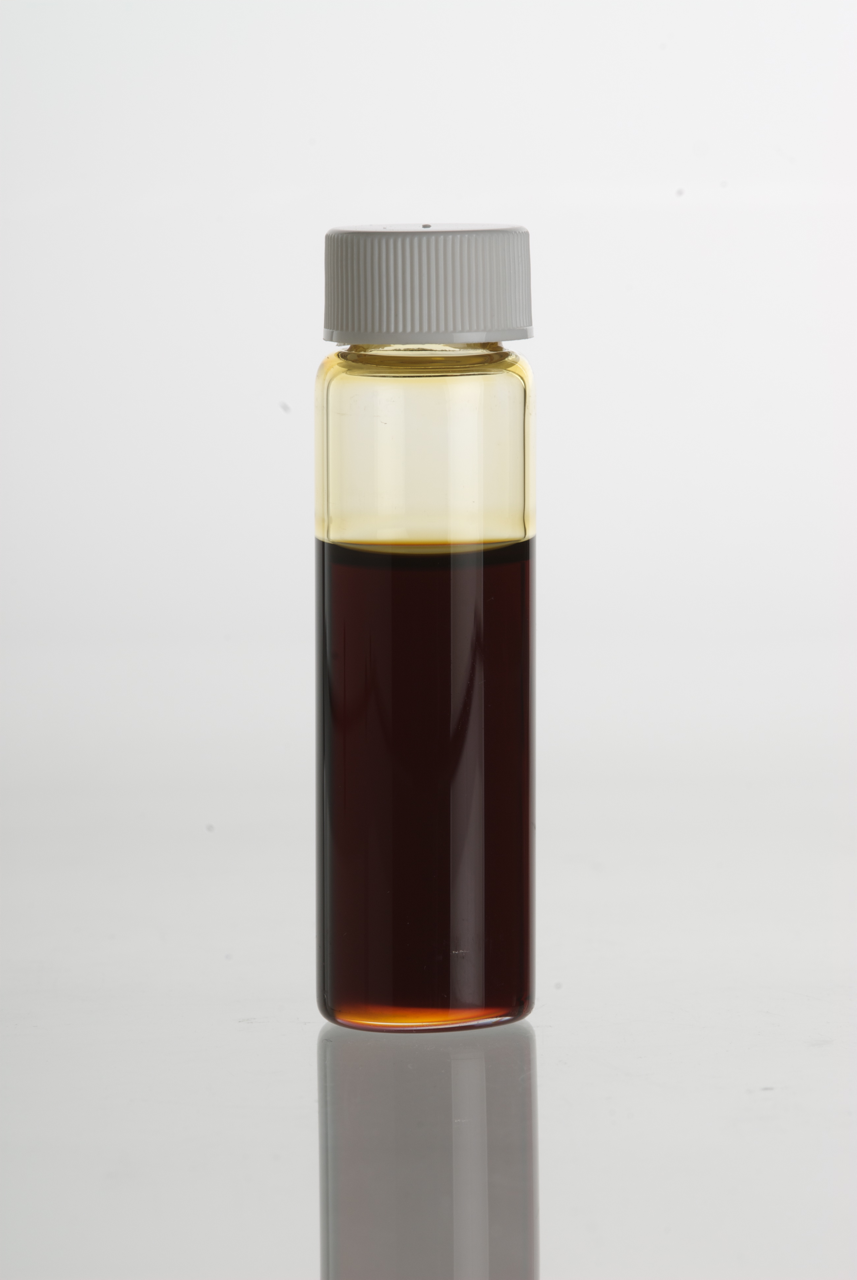
Essenza assoluta di gelsomino comune (Jasminum officinale)

In profumeria l'essenza assoluta o assoluta è un estratto ottenuto trattando con etanolo l'essenza concreta.
L'assoluta è simile a un olio essenziale ma cambia il metodo di produzione. Mentre gli oli essenziali in genere sono prodotti attraverso distillazione in corrente di vapore o spremitura a freddo, le essenze assolute richiedono l'uso di tecniche di estrazione con solvente o attraverso l'enfleurage, un'operazione consistente nel lasciare macerare il materiale vegetale fresco tra sottili strati di grasso inodore.